# Тешањ
Тешањ је насељено мјесто у Босни и Херцеговини, у општини Тешањ, које административно припада Федерацији Босне и Херцеговине. Према попису становништва из 1991. у насељу је живјело 5.621 Према прелиминарним подацима пописа становништва 2013. године, у Тешњу је пописано 5.257 лица.

## Географија
Тешањ се налази на раскршћу средње и сјевероисточне Босне и Херцеговине. Смештен је на падинама Јелаха. Подручје општине је након завршетка рата просторно смањено са 223 km2 на 209 km2, а након формирања општине Усора површина општине Тешањ данас износи око 156 km2. Надморска висина је 230 m. Клима је умјерено континентална. Густина насељености је 310 становника/km2.
Овдје се налазио „Државни дјечији дом Тешањ” (1946-1959) о којем је објављена књига.

## Становништво
По последњем службеном попису становништва из 1991. године, општина Тешањ је имала 48.480 становника, распоређених у 47 насељених места.
|                      | 2013.          | 1991.           | 1981.           | 1971.           |
| Укупно               | 5 257 (100,0%) | 5 621 (100,0%)  | 5 253 (100,0%)  | 3 901 (100,0%)  |
| Бошњаци              | 4 883 (92,89%) | 4 651 (82,74%)1 | 4 376 (83,30%)1 | 3 489 (89,44%)1 |
| Босанци              | 143 (2,720%)   | –               | –               | –               |
| Хрвати               | 76 (1,446%)    | 206 (3,665%)    | 160 (3,046%)    | 174 (4,460%)    |
| Неизјашњени          | 45 (0,856%)    | –               | –               | –               |
| Муслимани            | 35 (0,666%)    | –               | –               | –               |
| Босанци и Херцеговци | 34 (0,647%)    | –               | –               | –               |
| Срби                 | 25 (0,476%)    | 293 (5,213%)    | 248 (4,721%)    | 201 (5,153%)    |
| Црногорци            | 6 (0,114%)     | –               | 12 (0,228%)     | 9 (0,231%)      |
| Остали               | 6 (0,114%)     | 79 (1,405%)     | 62 (1,180%)     | 12 (0,308%)     |
| Албанци              | 2 (0,038%)     | –               | 13 (0,247%)     | 1 (0,026%)      |
| Непознато            | 2 (0,038%)     | –               | –               | –               |
| Југословени          | –              | 392 (6,974%)    | 381 (7,253%)    | 11 (0,282%)     |
| Словенци             | –              | –               | 1 (0,019%)      | 4 (0,103%)      |

1. 1 На пописима од 1971. до 1991. Бошњаци су пописивани углавном као Муслимани.